# Prawo konfliktów zbrojnych
Prawo konfliktów zbrojnych (dawniej łac. ius in bello, prawo w czasie wojny), nazywane też międzynarodowym prawem humanitarnym lub prawem wojennym – zbiór norm zaakceptowanych przez społeczność międzynarodową dotyczących sposobów prowadzenia konfliktów zbrojnych, ochrony ich ofiar oraz uczestników.

## Zakres przedmiotowy
Jego normy określają:
- sposób wszczynania i kończenia konfliktów zbrojnych;
- wymogi stawiane członkom sił zbrojnych i ich sytuację prawną;
- kwestie związane z okupacją nieprzyjacielskiego terytorium;
- ochronę osób cywilnych w tym ludności nieprzyjacielskiego państwa;
- formy ochrony chorych i rannych;
- środki i metody prowadzenia walki;
- prawne następstwa stanu wojny w sferze stosunków międzynarodowych.

Prawo konfliktów zbrojnych zostało skodyfikowane przede wszystkim w szeregu konwencji genewskich i haskich.

## Źródła prawa
Umowa międzynarodowa
- deklaracja paryska w sprawie wojny morskiej (1856)
- deklaracja petersburska o zakazie używania małokalibrowych pocisków eksplodujących (1868)
- deklaracja brukselska dotycząca humanitarnych zasad prowadzenia wojny (1874)
- konwencje i deklaracje haskie (1899)
- konwencje haskie III – XI, XIII (1907)
- Traktat waszyngtoński dotyczący okrętów podwodnych i zakazu używania  gazów bojowych (1922)
- Protokół genewski zakazujący broni chemicznej i biologicznej (1925)
- Protokół londyński w sprawie używania okrętów podwodnych (1936)[1]
- konwencje genewskie (1949): o polepszeniu losu rannych i chorych w armiach czynnych na lądzie, o polepszeniu losu rannych, chorych i rozbitków sił zbrojnych na morzu, traktowaniu jeńców wojennych oraz o ochronie osób cywilnych podczas wojny
- Konwencja haska o ochronie dóbr kulturalnych w czasie konfliktu zbrojnego wraz z regulaminem wykonawczym (1954)
- Konwencja o zakazie doskonalenia, produkowania i przechowywania broni biologicznej i toksycznej oraz o ich zniszczeniu (1972)
- dwa Protokoły dodatkowe do Konwencji genewskich, wzmacniające ochronę ofiar konfliktów zbrojnych o charakterze międzynarodowym (I Protokół) i niemiędzynarodowych (II Protokół) (1977)
- Konwencja o zakazie używania technicznych środków oddziaływania na środowisko w celach militarnych lub jakichkolwiek wrogich celach (1977)
- Konwencja o zakazie lub ograniczeniu używania pewnych broni konwencjonalnych, które mogą być uważane za powodujące nadmierne cierpienia lub posiadające niekontrolowane skutki (1980) oraz: protokół I – o niewykrywalnych odłamkach, protokół II – o zakazie lub ograniczeniu min, min-pułapek, itp., protokół III  - o zakazie lub ograniczeniu używania broni zapalających
- Konwencja o zakazie doskonalenia, produkowania i przechowywania broni chemicznej oraz o ich zniszczeniu (1993)
- Protokół IV do Konwencji z 1980 dotyczący oślepiających broni laserowych (1995)
- Protokół II do Konwencji z 1980 w wersji zmienionej (1996)
- Konwencja ottawska o zakazie używania, przechowywania, produkowania i przekazywania min przeciwpiechotnych oraz ich zniszczeniu (1997)
- II Protokół do Konwencji haskiej o ochronie dóbr kultury w razie konfliktu zbrojnego (1999)
- Protokół V do Konwencji z 1980 dotyczący wybuchowych pozostałości wojny (2003)
- Protokół Dodatkowy III do Konwencji genewskich dotyczący przyjęcia dodatkowego znaku rozpoznawczego (2005)
- Konwencja o zakazie użycia amunicji kasetowej (2008)

Zwyczaj międzynarodowy
- Praktyka (usus) – wielostronna i długotrwała działalność państw oraz ich organów, a także organizacji międzynarodowych.
- Przekonanie o zgodności praktyki z prawem (opinio iuris) – przekonanie organów działających w imieniu prawa, że dana reguła jest normą prawa międzynarodowego.

## Podstawowe normy międzynarodowego prawa humanitarnego
1. Ograniczenie prawa w doborze i stosowaniu metod oraz środków walki zbrojnej przez strony w konflikcie i członków sił zbrojnych. Zatem zabroniono stosowania takich środków walki zbrojnej, które powodują zbędne cierpienia lub nadmierne straty w środowisku naturalnym (broń chemiczna, broń biologiczna).
2. Obowiązek odróżniania uczestników walki zbrojnej od ludności cywilnej przez strony konfliktu. Oznacza to, że ludność cywilna jak i poszczególne osoby cywilne nie powinny być przedmiotem ataków wojskowych. Ataki powinny być skierowane wyłącznie na cele wojskowe (wojna to stosunek między państwami a nie między ich ludnością cywilną).
3. Zakaz zabijania lub ranienia przeciwnika poddającego się lub wyłączonego z walki.
4. Prawo do poszanowania niezależności fizycznej i moralnej osób wyłączonych z walki. Dotyczyło to też osób nieuczestniczących bezpośrednio w działaniach zbrojnych.
5. Prawo do poszanowania życia, godności, praw osobistych i przekonań uczestników walki zbrojnej i osób cywilnych, które znalazły się pod władzą strony przeciwnej. Wyraża się to w ochronie przed atakami gwałtu i represjami. Ponadto mogą korzystać z wszelkiej pomocy z zewnątrz i mają prawo do wymiany korespondencji ze swoimi rodzinami
6. Obowiązek zabierania z pola walki i leczenia rannych oraz chorych. Obliguje to stronę konfliktu, pod władzą której się znajdują.
7. Przysługiwanie każdej osobie podstawowych gwarancji procesowych. Do odpowiedzialności za czyn nie zabroniony nikt nie może być pociągnięty. Tortury fizyczne lub psychiczne, kary cielesne oraz traktowanie w sposób okrutny lub poniżający są niedozwolone.

## Podstawowe zasady międzynarodowego prawa humanitarnego
- Zasada humanitaryzmu – międzynarodowe prawo humanitarne ma chronić ofiary wojny i ich podstawowe prawa, bez względu na to, po której stronie występują; zakaz powodowania niepotrzebnego cierpienia.
- Zasada rozróżniania – strony konfliktu powinny zawsze dokonywać rozróżnienia między ludnością cywilną a bojownikami oraz między dobrami o charakterze cywilnym a celami wojskowymi i w związku z tym kierować swoje operacje jedynie przeciwko celom wojskowym.
- Zasada proporcjonalności – zapewnienie równowagi pomiędzy koniecznością uwzględnienia potrzeb wojskowych a koniecznością uwzględnienia potrzeb humanitaryzmu.
- Doktryna konieczności wojskowej – państwo zobowiązane jest przestrzegać prawa międzynarodowego tylko w zakresie, w jakim nie koliduje ono z koniecznością wojskową. Państwo może odstąpić od obowiązującego przepisu prawa wojennego w przypadkach, gdy jedynie naruszenie tego prawa może uchronić je od poważnego niebezpieczeństwa albo umożliwić osiągnięcie celu wojny.